# Morti nel 2012/Marzo
| Questa pagina contiene informazioni ricavate automaticamente dalle voci biografiche con l'ausilio del template Bio e di un bot. L'aggiornamento è periodico e automatico e ricostruisce completamente la pagina. Se manca una persona in questa lista, sei pregato di non aggiungerla, ma accertati piuttosto che la sua voce biografica contenga il template Bio e che i dati anagrafici siano correttamente compilati. Se il template Bio manca, inseriscilo tu stesso o, in alternativa, metti l'avviso {{tmp\|Bio}} che ne segnala la mancanza. Se i dati riportati sono sbagliati, correggi direttamente la voce biografica; le modifiche saranno visibili in questa lista entro pochi giorni. Per chiarimenti vedi il progetto biografie. La lista contiene solo le 175 persone che sono citate nell'enciclopedia e per le quali è stato implementato correttamente il template Bio. Pagina aggiornata al 10 lug 2025. |

- 1º marzo - Blagoje Adžić, generale jugoslavo (n. 1932)
- 1º marzo - Luigi Maria Anolli, psicologo italiano (n. 1945)
- 1º marzo - Henryk Bałuszyński, allenatore di calcio e calciatore polacco (n. 1972)
- 1º marzo - Luigi Bazzoni, regista e sceneggiatore italiano (n. 1929)
- 1º marzo - Jerome Courtland, attore, regista e produttore televisivo statunitense (n. 1926)
- 1º marzo - Lucio Dalla, cantautore, compositore e polistrumentista italiano (n. 1943)
- 1º marzo - Mario Di Lorenzo, generale italiano (n. 1921)
- 1º marzo - Steingrímur Jóhannesson, calciatore islandese (n. 1973)
- 1º marzo - Delio Meoli, politico italiano (n. 1928)
- 1º marzo - Germano Mosconi, giornalista e conduttore televisivo italiano (n. 1932)
- 1º marzo - Pierluigi Petrobelli, musicologo italiano (n. 1932)
- 2 marzo - Dino Ciarlo, generale italiano (n. 1917)
- 2 marzo - Doug Furnas, wrestler e powerlifter statunitense (n. 1959)
- 2 marzo - Demir Gökgöl, attore turco (n. 1937)
- 2 marzo - Francesco Lamberti, allenatore di calcio e calciatore italiano (n. 1921)
- 2 marzo - Gérard Rinaldi, cantante, attore e doppiatore francese (n. 1943)
- 2 marzo - James Q. Wilson, politologo statunitense (n. 1931)
- 3 marzo - Leonardo Cimino, attore statunitense (n. 1917)
- 3 marzo - Tunç Erim, cestista turco (n. 1935)
- 3 marzo - Sebastiano Fresta, storico e politico italiano (n. 1924)
- 3 marzo - Bianca Lokar, nuotatrice italiana (n. 1915)
- 3 marzo - Frank Marocco, fisarmonicista statunitense (n. 1931)
- 3 marzo - Ralph McQuarrie, artista e illustratore statunitense (n. 1929)
- 3 marzo - Ronnie Montrose, chitarrista statunitense (n. 1947)
- 4 marzo - Maurice De Muer, ciclista su strada francese (n. 1921)
- 4 marzo - Pete McCaffrey, cestista statunitense (n. 1938)
- 4 marzo - Joan Taylor, attrice statunitense (n. 1929)
- 5 marzo - Ando Gilardi, fotografo, giornalista e storico italiano (n. 1921)
- 5 marzo - William Heirens, serial killer statunitense (n. 1928)
- 5 marzo - Marian Kuszewski, schermidore polacco (n. 1933)
- 6 marzo - Joe Byrd, musicista statunitense (n. 1933)
- 6 marzo - Nazzareno Cugurra, pittore e artista italiano (n. 1924)
- 6 marzo - Jan Dawidziuk, vescovo vetero-cattolico polacco (n. 1937)
- 6 marzo - Antonio Garzya, filologo classico e bizantinista italiano (n. 1927)
- 6 marzo - Willie Iverson, cestista statunitense (n. 1945)
- 6 marzo - Marquitos, calciatore spagnolo (n. 1933)
- 6 marzo - Donald M. Payne, politico statunitense (n. 1934)
- 6 marzo - Robert B. Sherman, compositore e paroliere statunitense (n. 1925)
- 7 marzo - Cris Alexander, attore, ballerino e fotografo statunitense (n. 1920)
- 7 marzo - Gherardo Gnoli, storico delle religioni italiano (n. 1937)
- 7 marzo - Miguel Iglesias, regista e sceneggiatore spagnolo (n. 1915)
- 7 marzo - Lucia Mannucci, cantante italiana (n. 1920)
- 7 marzo - Félicien Marceau, scrittore e saggista belga (n. 1913)
- 7 marzo - Marcel Mouchel, allenatore di calcio e calciatore francese (n. 1927)
- 7 marzo - Don Penwell, cestista statunitense (n. 1930)
- 7 marzo - Włodzimierz Smolarek, allenatore di calcio e calciatore polacco (n. 1957)
- 7 marzo - Pierre Tornade, attore e doppiatore francese (n. 1930)
- 7 marzo - Ramaz Urushadze, calciatore sovietico (n. 1939)
- 7 marzo - Lupe Yáñez, cestista e allenatrice di pallacanestro boliviana (n. 1956)
- 8 marzo - Simin Dāneshvar, scrittrice e traduttrice iraniana (n. 1921)
- 8 marzo - Charlie Hoag, cestista statunitense (n. 1931)
- 8 marzo - Elena Libera, schermitrice italiana (n. 1917)
- 8 marzo - Elio Pagliarani, poeta e critico teatrale italiano (n. 1927)
- 8 marzo - Jens Petersen, allenatore di calcio e calciatore danese (n. 1941)
- 9 marzo - Alberto Abate, pittore italiano (n. 1946)
- 9 marzo - Jean-Pierre Salignon, cestista francese (n. 1928)
- 9 marzo - José Tomás Sánchez, cardinale e arcivescovo cattolico filippino (n. 1920)
- 10 marzo - Moebius, fumettista, scenografo e sceneggiatore francese (n. 1938)
- 10 marzo - Enzo Mandruzzato, latinista, traduttore e poeta italiano (n. 1924)
- 10 marzo - Erico Menczer, direttore della fotografia, pittore e scrittore italiano (n. 1926)
- 10 marzo - Frank Sherwood Rowland, chimico statunitense (n. 1927)
- 10 marzo - Richard White, rugbista a 15, politico e dirigente sportivo neozelandese (n. 1925)
- 10 marzo - Nick Zoricic, sciatore alpino e sciatore freestyle canadese (n. 1983)
- 11 marzo - Gian Nicola Babini, chimico italiano (n. 1944)
- 11 marzo - Erhard Jakobsen, politico danese (n. 1917)
- 11 marzo - Thelma Lee, attrice e cantante statunitense (n. 1916)
- 11 marzo - Maria Grazia Perini, giornalista, fumettista e traduttrice italiana (n. 1945)
- 11 marzo - John Souza, calciatore statunitense (n. 1920)
- 12 marzo - Dick Harter, allenatore di pallacanestro statunitense (n. 1930)
- 12 marzo - Timo Konietzka, allenatore di calcio e calciatore tedesco (n. 1938)
- 12 marzo - Vittorio Raschèr, linguista, filologo e direttore d'orchestra svizzero (n. 1931)
- 13 marzo - Julius Depaoli, pallanuotista austriaco (n. 1923)
- 13 marzo - Michel Duchaussoy, attore francese (n. 1938)
- 13 marzo - Jock Hobbs, rugbista a 15, dirigente d'azienda e dirigente sportivo neozelandese (n. 1960)
- 13 marzo - Frank Jordan, nuotatore e pallanuotista australiano (n. 1932)
- 13 marzo - Hans Ludvig Martensen, vescovo cattolico danese (n. 1927)
- 13 marzo - Teresa Pàmies, scrittrice e giornalista spagnola (n. 1919)
- 13 marzo - Jacques Villiers, ingegnere francese (n. 1924)
- 14 marzo - Erik Engsmyr, calciatore norvegese (n. 1929)
- 14 marzo - Aureliano Estévez, calciatore spagnolo (n. 1949)
- 14 marzo - Jiří Matoušek, cestista e allenatore di pallacanestro cecoslovacco (n. 1927)
- 14 marzo - Marcel Rohrbach, ciclista su strada e pistard francese (n. 1933)
- 14 marzo - Pierre Schoendoerffer, regista, sceneggiatore e scrittore francese (n. 1928)
- 14 marzo - Ċensu Tabone, politico e medico maltese (n. 1913)
- 15 marzo - Mervyn Davies, rugbista a 15 gallese (n. 1946)
- 16 marzo - Muhammad Abd-al-Rahman Barker, linguista, autore di giochi e scrittore statunitense (n. 1929)
- 16 marzo - Estanislao Basora, calciatore spagnolo (n. 1926)
- 16 marzo - Giancarlo Cobelli, attore, regista e mimo italiano (n. 1929)
- 16 marzo - Ed Dahler, cestista statunitense (n. 1926)
- 16 marzo - Dante Fortini, allenatore di calcio e calciatore italiano (n. 1935)
- 16 marzo - Gino Girolomoni, imprenditore e saggista italiano (n. 1946)
- 16 marzo - Roberto Morinini, calciatore e allenatore di calcio svizzero (n. 1951)
- 16 marzo - Takaaki Yoshimoto, poeta, critico letterario e filosofo giapponese (n. 1924)
- 16 marzo - Dieter Zechlin, pianista tedesco (n. 1926)
- 17 marzo - Nello Barbadoro, pugile e allenatore di pugilato italiano (n. 1923)
- 17 marzo - Paul Boyer, storico statunitense (n. 1935)
- 17 marzo - Ovidio Capitani, storico e saggista italiano (n. 1930)
- 17 marzo - Rubí Cerioni, calciatore argentino (n. 1927)
- 17 marzo - John Demjanjuk, militare e criminale di guerra ucraino (n. 1920)
- 17 marzo - Jorge Goulart, cantante brasiliano (n. 1926)
- 17 marzo - Shenuda III di Alessandria, vescovo cristiano orientale e teologo egiziano (n. 1923)
- 17 marzo - Ron Stewart, allenatore di hockey su ghiaccio e hockeista su ghiaccio canadese (n. 1932)
- 17 marzo - Chaleo Yoovidhya, imprenditore thailandese (n. 1923)
- 17 marzo - Fakhra Younas, scrittrice e ballerina pakistana
- 18 marzo - António Leitão, mezzofondista portoghese (n. 1960)
- 18 marzo - Rocco Mazzola, pugile italiano (n. 1932)
- 18 marzo - Ruy Pauletti, educatore e politico brasiliano (n. 1936)
- 18 marzo - George Tupou V, re tongano (n. 1948)
- 19 marzo - Ulu Grosbard, regista cinematografico belga (n. 1929)
- 19 marzo - Antonio Maggi, tennista italiano (n. 1932)
- 19 marzo - Karl-Heinz Spickenagel, calciatore tedesco orientale (n. 1932)
- 19 marzo - Knut Erik Tranøy, filosofo norvegese (n. 1918)
- 20 marzo - Ottorino Enzo, canottiere italiano (n. 1926)
- 20 marzo - Noboru Ishiguro, regista, sceneggiatore e animatore giapponese (n. 1938)
- 20 marzo - Juan José Mencía, calciatore spagnolo (n. 1923)
- 21 marzo - Gregorio Di Lauro, attore italiano (n. 1929)
- 21 marzo - Robert Fuest, regista, sceneggiatore e scenografo inglese (n. 1927)
- 21 marzo - Bruno Giacometti, architetto svizzero (n. 1907)
- 21 marzo - Tonino Guerra, poeta, scrittore e sceneggiatore italiano (n. 1920)
- 21 marzo - Massimo Melodia, cantautore, compositore e musicista italiano (n. 1950)
- 21 marzo - Jurij Razuvaev, scacchista sovietico (n. 1945)
- 22 marzo - Giuseppe Mascaro, politico italiano (n. 1926)
- 22 marzo - Matthew Ridley, IV visconte Ridley, nobile inglese (n. 1925)
- 22 marzo - Dario Seratoni, calciatore italiano (n. 1929)
- 22 marzo - David Waltz, informatico statunitense (n. 1943)
- 23 marzo - Chico Anysio, attore, showman e umorista brasiliano (n. 1931)
- 23 marzo - Harold Blitman, allenatore di pallacanestro statunitense (n. 1930)
- 23 marzo - Witold Lesiewicz, regista e sceneggiatore polacco (n. 1922)
- 23 marzo - Naji Talib, generale e politico iracheno (n. 1917)
- 23 marzo - Lonnie Wright, cestista e giocatore di football americano statunitense (n. 1944)
- 23 marzo - Abdullahi Yusuf Ahmed, politico e militare somalo (n. 1934)
- 24 marzo - Vigor Bovolenta, pallavolista italiano (n. 1974)
- 24 marzo - Jorge Maldonado, calciatore argentino (n. 1929)
- 24 marzo - Marion Marlowe, attrice statunitense (n. 1929)
- 24 marzo - Edward Henryk Materski, vescovo cattolico polacco (n. 1923)
- 24 marzo - Draff Young, allenatore di pallacanestro statunitense (n. 1942)
- 25 marzo - Luciano Antonetti, giornalista italiano (n. 1926)
- 25 marzo - Leila Selli, cantante italiana (n. 1940)
- 25 marzo - Antonio Tabucchi, scrittore, critico letterario e traduttore italiano (n. 1943)
- 26 marzo - Anna Maria Papi, giornalista e scrittrice italiana (n. 1928)
- 27 marzo - Angelo Carrara, produttore discografico italiano (n. 1945)
- 27 marzo - Ademilde Fonseca, cantante brasiliana (n. 1921)
- 27 marzo - Irma Kolassi, mezzosoprano greca (n. 1918)
- 27 marzo - Hilton Kramer, critico d'arte e saggista statunitense (n. 1928)
- 27 marzo - Arnaldo Pizzorusso, francesista italiano (n. 1923)
- 27 marzo - Adrienne Rich, poeta e saggista statunitense (n. 1929)
- 27 marzo - Mario Socrate, ispanista, poeta e romanziere italiano (n. 1920)
- 27 marzo - Warren Stevens, attore statunitense (n. 1919)
- 27 marzo - Garry Walberg, attore statunitense (n. 1921)
- 27 marzo - Daniel Zamudio, cileno (n. 1987)
- 28 marzo - John Arden, drammaturgo inglese (n. 1930)
- 28 marzo - Bortolo Bof, ciclista su strada italiano (n. 1921)
- 28 marzo - Leopoldo La Rosa, organista, compositore e direttore d'orchestra peruviano (n. 1931)
- 28 marzo - Willie May, ostacolista statunitense (n. 1936)
- 28 marzo - Earl Scruggs, suonatore di banjo, chitarrista e compositore statunitense (n. 1924)
- 28 marzo - Jean Tribolet, cestista svizzero
- 29 marzo - Luke Askew, attore statunitense (n. 1932)
- 29 marzo - Jacques Carelman, illustratore, pittore e designer francese (n. 1929)
- 29 marzo - Olimpia Cavalli, attrice italiana (n. 1930)
- 29 marzo - Juan Echecopar, calciatore argentino (n. 1946)
- 29 marzo - Andrea Frezza, regista, sceneggiatore e scrittore italiano (n. 1937)
- 29 marzo - Csilla Nagy, cestista ungherese (n. 1953)
- 29 marzo - Rinaldo Seri, calciatore italiano (n. 1928)
- 29 marzo - Giombattista Xiumè, politico e medico italiano (n. 1923)
- 30 marzo - Viktor Kosičkin, pattinatore di velocità su ghiaccio sovietico (n. 1938)
- 30 marzo - Francesco Mancini, calciatore e allenatore di calcio italiano (n. 1968)
- 30 marzo - Raja Ashman Shah, principe, avvocato e dirigente d'azienda malese (n. 1958)
- 30 marzo - Salvatore di Gesualdo, fisarmonicista italiano (n. 1940)
- 31 marzo - Arvid Andersen, bassista inglese (n. 1945)
- 31 marzo - Omar Calabrese, semiologo italiano (n. 1949)
- 31 marzo - Rodolfo Cimino, fumettista italiano (n. 1927)
- 31 marzo - Ahmed Ismail Hassan, giornalista e youtuber bahreinita (n. 1990)
- 31 marzo - Eila Koiso-Kanttila, cestista finlandese (n. 1931)
- 31 marzo - Eliseo Lodi, allenatore di calcio e calciatore italiano (n. 1923)
- 31 marzo - Alberto Sughi, pittore italiano (n. 1928)